# Olivier Aubert
Pierre François Olivier Aubert (Amiens, Picardia, 1763 - París?. 1830) fou un violoncel·lista i compositor francès.
Distingit violoncel·lista que va pertànyer durant vint-i-cinc anys a l'Òpera Còmica de París. Va escriure dos mètodes de violoncel, un d'ells molt notable per ser el primer que es feu amb una base racional, i gran nombre d'obres per a violoncel.
També se li deu un assaig titulat Histoire abregée de la musique ancienne et moderne ou Reflexions sur ce qu'il y a de plus probable dans les écrits qui ont traité ce sufet. (París, 1827).